# Eugène Atget
Eugène Atget (Libourne, 12 de fevereiro de 1857 – Paris, 4 de agosto de 1927) foi um fotógrafo francês, hoje tido como um dos mais importantes fotógrafos da história. Passou toda a vida em Paris. Pioneiro, revolucionou a fotografia com seu olhar desviado do ser humano. Fotografava o vazio das ruas parisienses, e objetos inusitados.

## Biografia

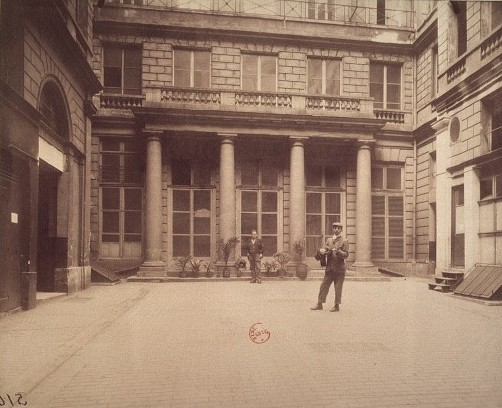
Chancellerie d'Orléans - foto de Atget.

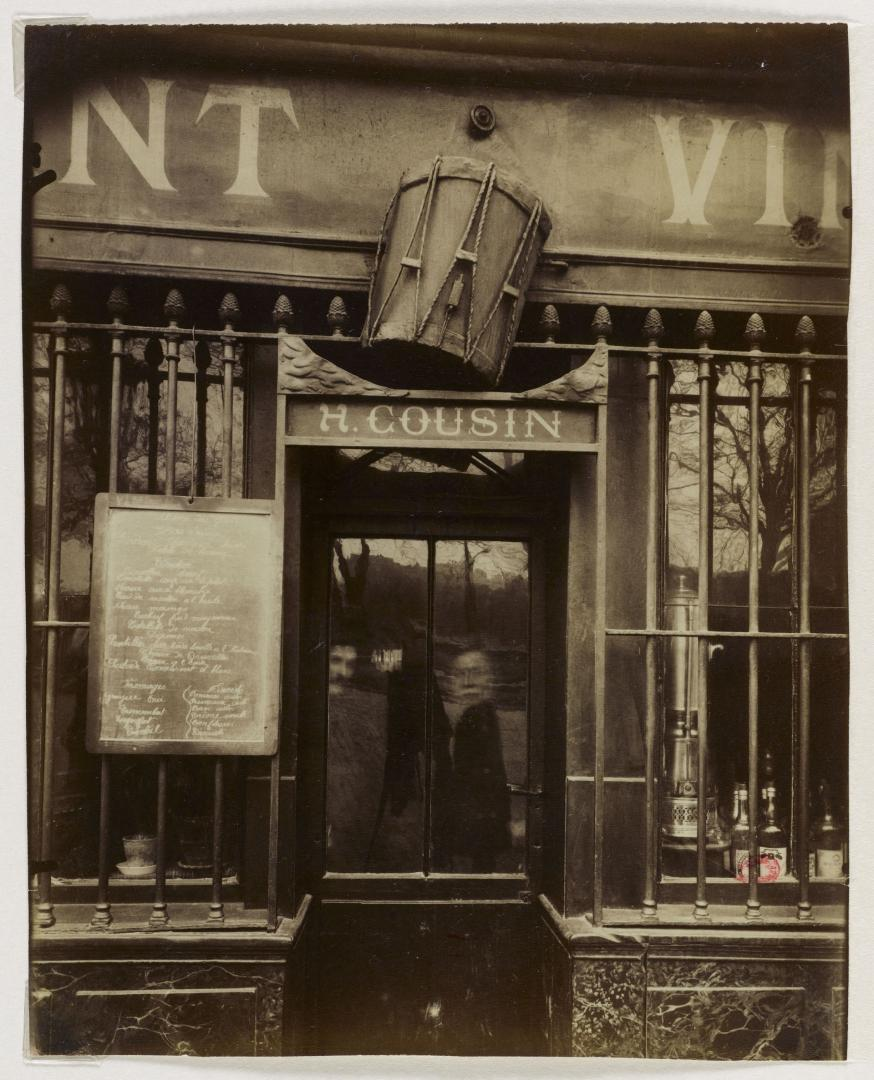
Au tambour - foto de Atget.

Ficou órfão ainda criança e foi criado e educado por um tio. Tornou-se marinheiro, viajando por rotas americanas. Posteriormente optou pela carreira de ator. Foi estudar no conservatório de arte dramática de Paris em 1879, deixando-o em 1881 e partindo com uma pobre companhia de teatro que atuava nas redondezas e subúrbios de Paris. Atuou em papéis insignificantes e desiludiu-se com a profissão. Em 1889 dedicou-se a pintura e acabou desenvolvendo tal capacidade de observador que tornou-se fotógrafo aos 40 anos de idade.
Inovador, foi o precursor da fotografia moderna em Paris. Especializou-se em vistas cotidianas e postais parisienses, pois conhecia cada canto de sua cidade natal. Reproduzia quadros e fornecia material de referência para seus colegas pintores.
Em sua genialidade expressava verdadeiramente o surrealismo. Por 25 anos levou uma rotina de carregar pela cidade sua enorme e pesada câmera, um tripé de madeira e uma caixa de placas fotográficas de 18x24 cm, num total que ultrapassava 15 quilogramas.
Atget desprezava a fotografia convencional, especializada em imagens humanas. Inaugurou a fotografia urbana. Libertou os objetos de sua aura, tornando irresistível a necessidade de possuí-los, na imagem ou na sua reprodução. Retratava o vazio, a privacidade em suas fotografias de vistas.
Não teve reconhecimento de seu trabalho em vida, pois a maior parte dos escritores públicos da época "nada sabia sobre aquele homem que passava a maior parte do tempo percorrendo os ateliês com suas fotos, vendendo-as por alguns cêntimos, muitas vezes ao mesmo preço que aqueles cartões-postais, que em torno de 1900 representavam belas paisagens urbanas envoltas numa noite azulada, com uma luta retocada. Ele atingiu o polo da extrema mestria, mas na amarga modéstia de um grande artista, que viveu na sombra, deixou de plantar ali o seu pavilhão. Por isso muitos julgam por ter descoberto aquele polo, que Atget alcançara antes deles." (Camile Recht)
Em 1926 Berenice Abbot, nova iorquina, recolheu sua obra de mais de quatro mil imagens e dez mil negativos, que foram publicados por Camile Rechet em um volume de magnífica beleza; as fotos de Atget foram exibidas, no mesmo ano e através de Berenice Abbout, assistente de Man Ray, curador do Museu de Arte Moderna dos EUA, na exposição "La Révolution Surrealiste". Contudo, o sucesso chegou tardiamente, pois Atget morreu em 1927, pobre e solitário, em Paris.

## Direitos Autorais
A Biblioteca do Congresso dos EUA foi incapaz de determinar a propriedade das vinte fotografias de Atget em sua coleção, sugerindo que são obras tecnicamente órfãs. Abbott claramente tinha direitos autorais sobre a seleção e disposição de suas fotografias em seus livros, que agora é de propriedade da Commerce Graphics.  A Biblioteca também afirmou que o Museu de Arte Moderna, que possui a coleção de negativos de Atget, informou que Atget não tinha herdeiros e que quaisquer direitos sobre essas obras podem ter expirado.

## Galeria

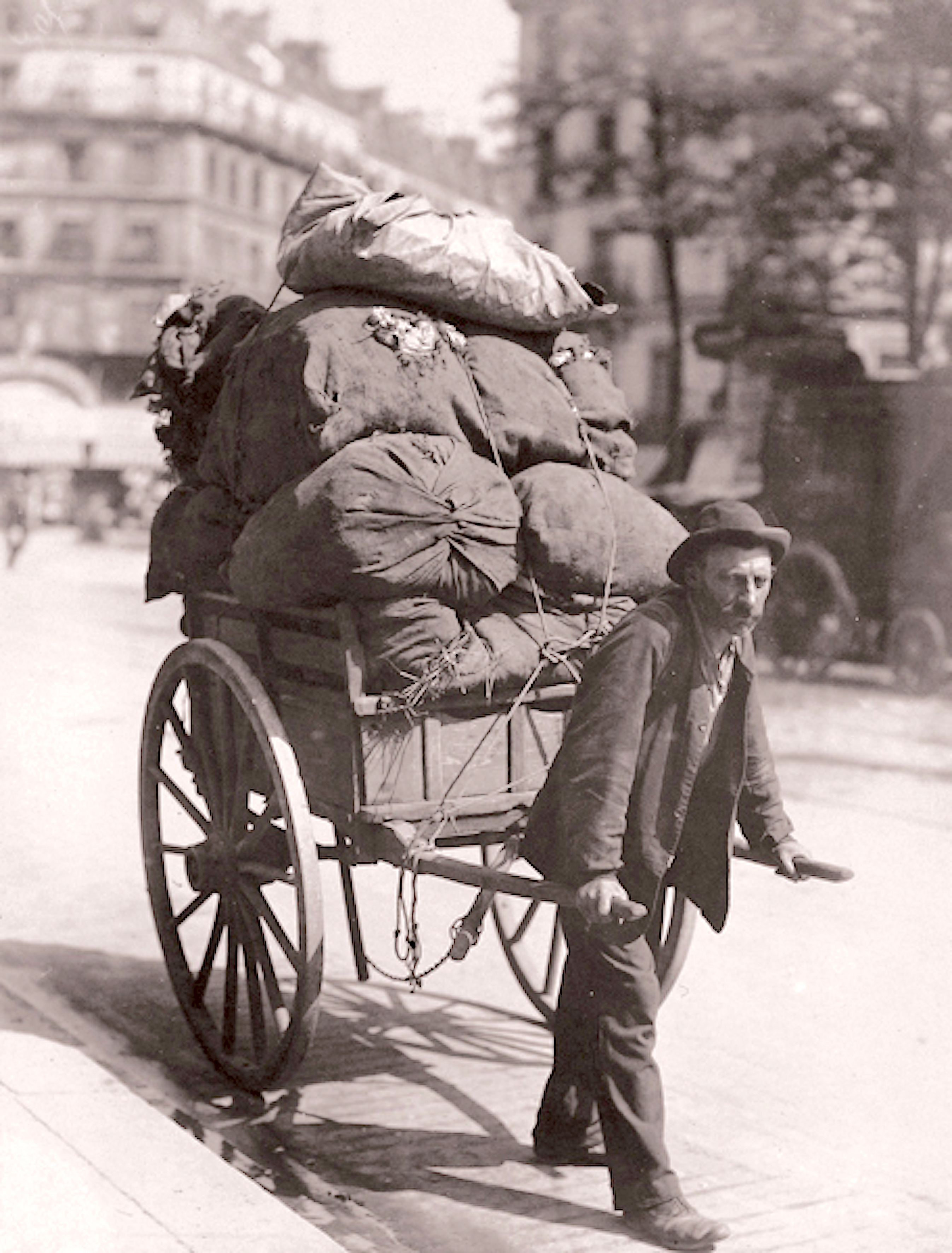
Colecionador de trapos, 1899
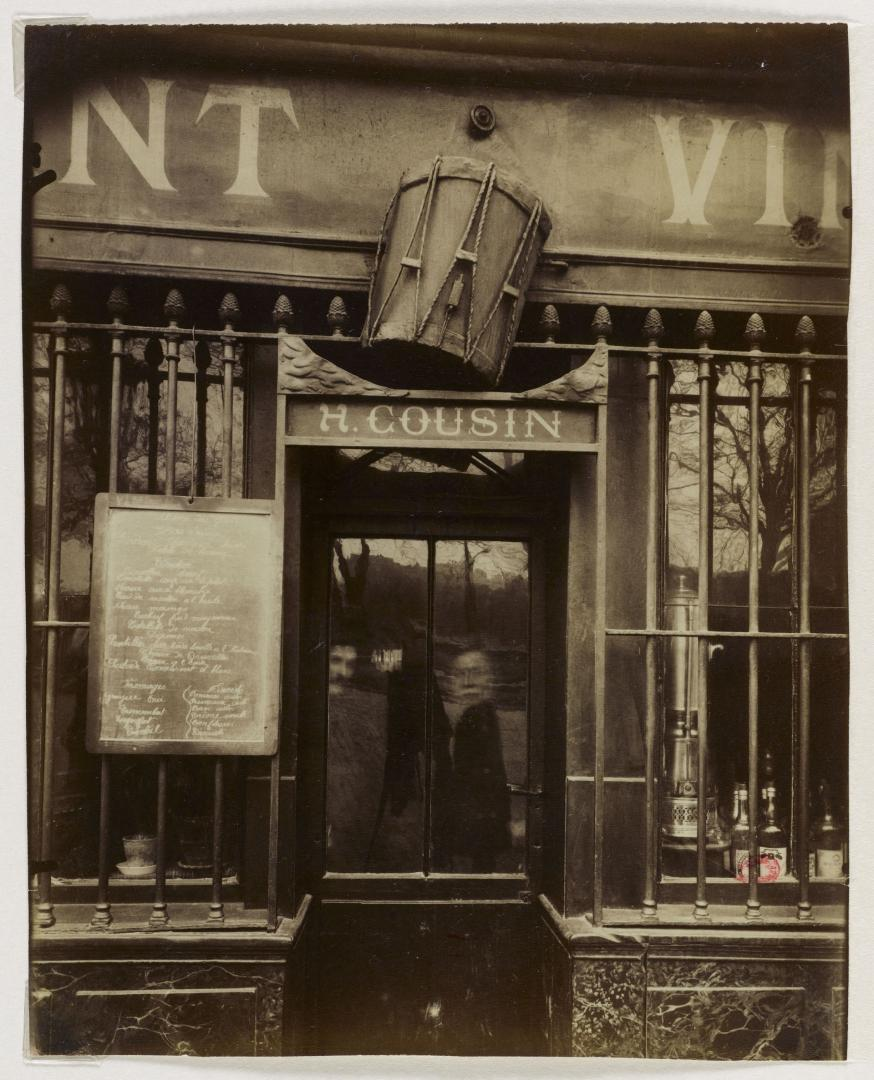
Au Tambour, 1908
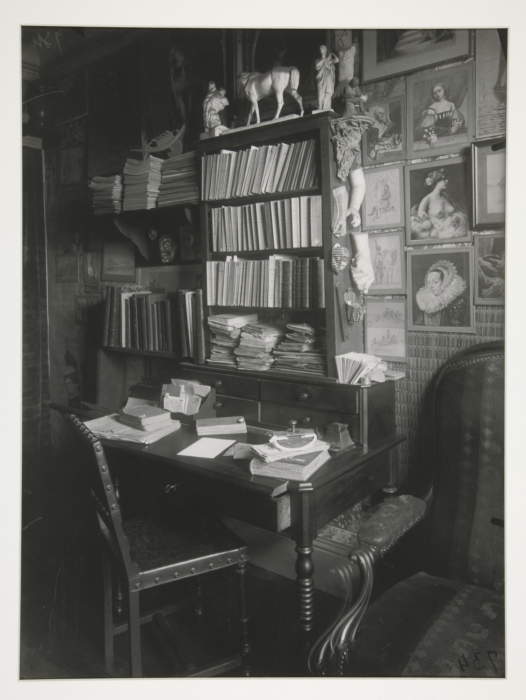
Salão de Atget, c. 1910
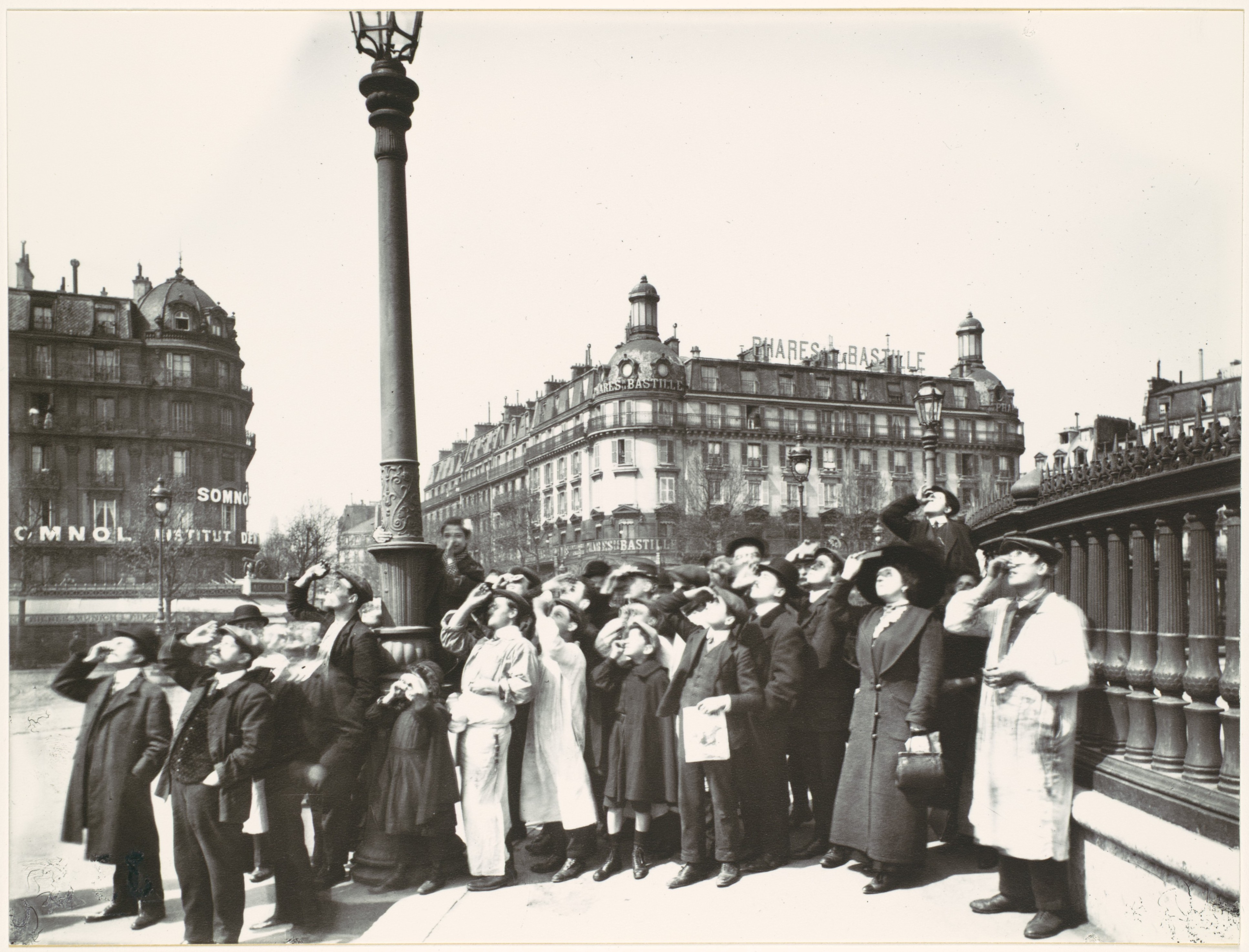
Pessoas assistindo ao eclipse solar de 1912
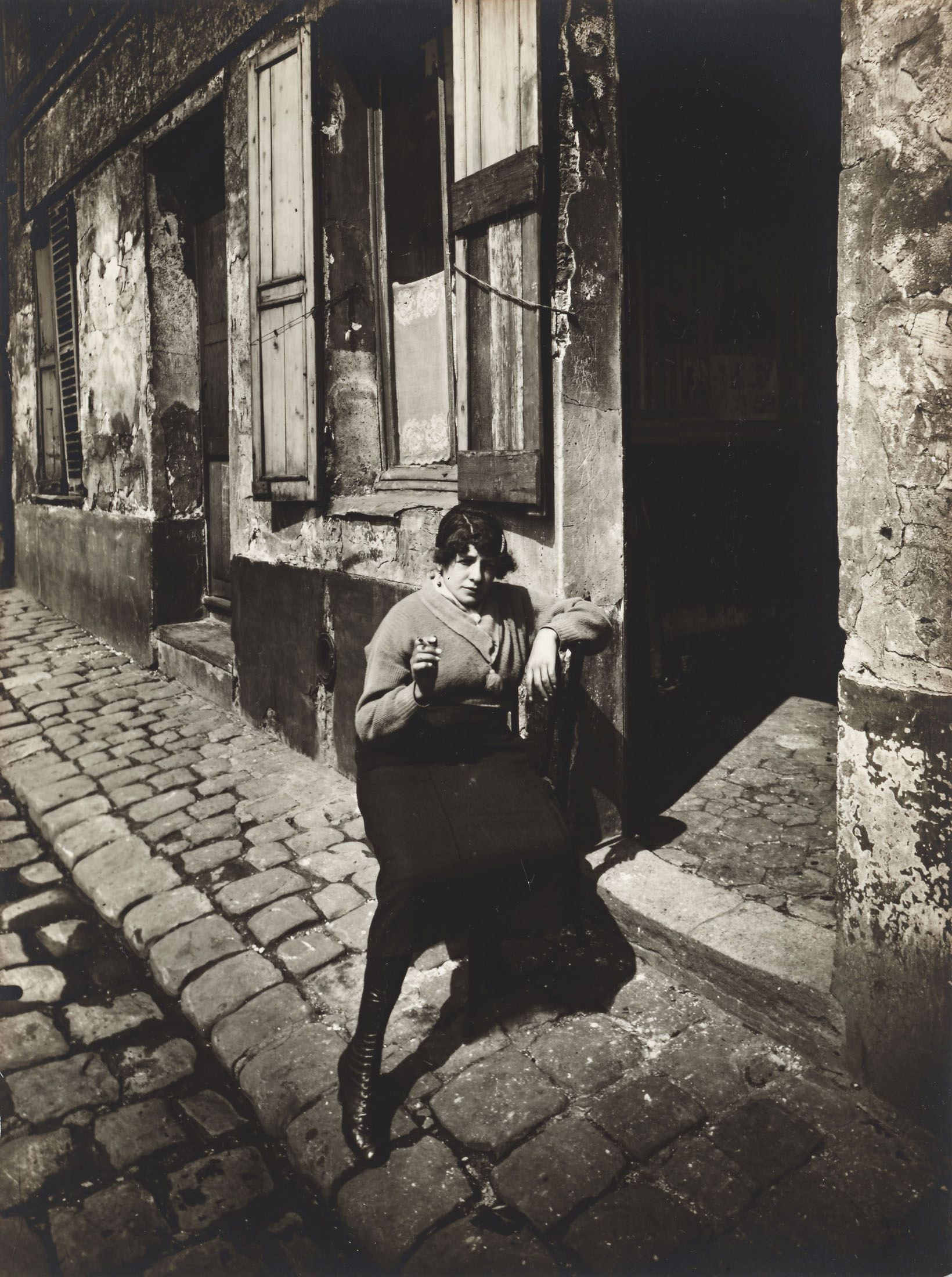
Prostituta esperando em frente à sua porta, 1921
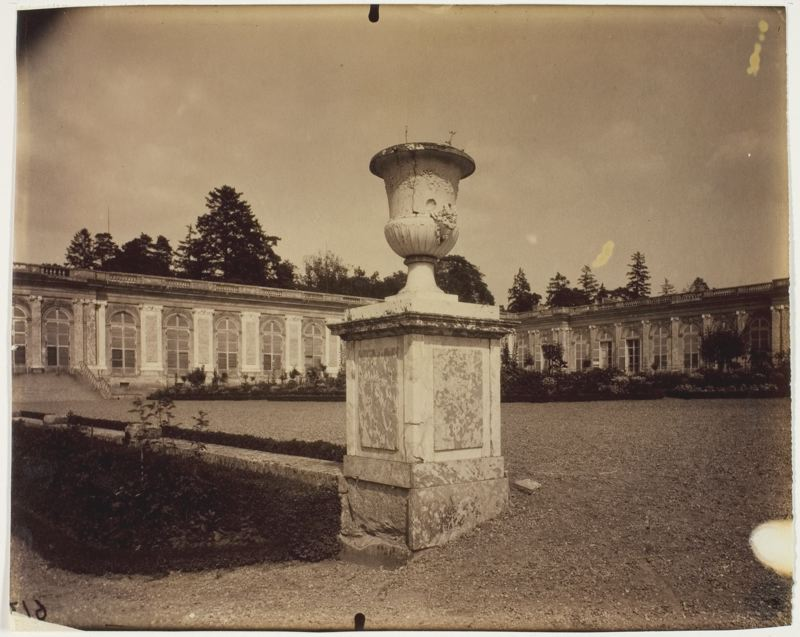
Grand Trianon, Versailles
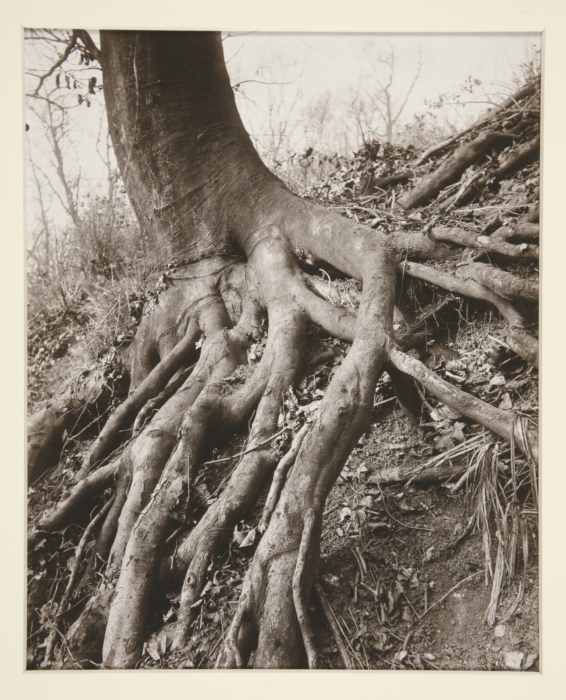
Saint-Cloud, 1924
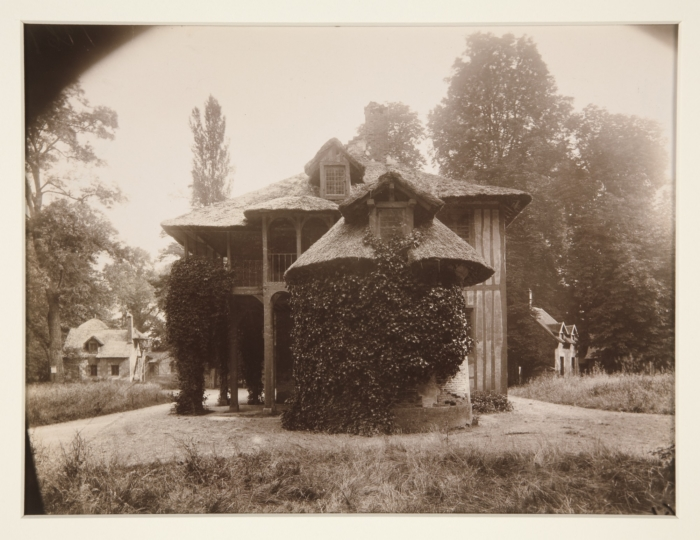
Hameau de la reine, Versailles, 1926